# Оленцеві
Оленцеві або Напові (Tragulidae) — родина невеликих парнокопитих ссавців.

## Поширення
Мешкають в Західній і Центральній Африці й південно-центральній та південно-східній Азії. Геологічний діапазон цеї родини простягається від раннього міоцену до початку пліоцену в Європі, від рано-середнього міоцену і плейстоцену до сучасності в Африці, і від кінця міоцену до сучасності в Азії.

## Зовнішній вигляд
Ці невеликі, витончені тварини мають деяку схожість з оленями (Cervidae), але зовні нагадують агутієвих (Rodentia: Dasyproctidae). Найбільші особини важать близько 4,5 кг. Шерсть має деякий відтінок коричневого зверху і біла знизу. Білі плями і смуги можна побачити на тілі.
Тіло коротке й компактне. Голова невелика, морда загострена; вузькі, щілиноподібні ніздрі розташовані на голих носових поверхнях. Немає лицевих або ножних залоз. Ноги довгі, тонкі, тендітні. Кожна ступня має чотири добре розвинені пальці, хоча бічні пальці Hyemoschus не торкаються землі, коли тварина стоїть. Шлунок трикамерний. Самиці мають чотири молочні залози. Немає рогів. Зубна формула: i 0/3, c 1/1, pm 3/3, m 3/3 x 2 = 34. Верхні ікла добре розвинені (особливо у самців). Нижні ікла виглядають як різці. Всі, крім останнього, премоляри виконують функцію різання їжі; немає премолярів, які нагадують ікла. Всі корінні зуби розташовані в безперервній серії.

## Спосіб життя
Зазвичай поодинокі й ведуть нічний спосіб життя, живуть в густій рослинності підліску. Вони в першу чергу травоїдні, харчуючись травами, листям, деякими фруктами, але також їдять безхребетних, дрібних ссавців, а іноді навіть харчуються падлом.